# Шитиков, Евгений Александрович
Евгений Александрович Шитиков (1922—1998) — специалист в области кораблестроения и вооружения Военно-Морского Флота, испытатель ядерного оружия, лауреат Государственной премии СССР, почётный академик Российской академии естественных наук, участник Великой Отечественной войны, кандидат технических наук, вице-адмирал.

## Биография
Евгений Александрович Шитиков родился в 1922 году в Детском Селе, ныне район Санкт-Петербурга.

### Участие в Великой Отечественной войне
В 1940 году поступил на дизельный факультет Высшего военно-морского инженерного училища им. Ф. Э. Дзержинского. В июле 1941 года в составе курсантского батальона, который вошёл во 2-ю отдельную бригаду морской пехоты, был отправлен на фронт. Участвовал в боях по предотвращению прорыва немецких захватчиков к южному берегу Финского залива, имел ранения. В сентябре 1941 года был отозван в училище. 17 сентября 1941 года при переправе отряда курсантов училища, в ходе его эвакуации, через Ладогу, Е. А. Шитиков чуть не погиб при затоплении баржи № Б −752 с курсантами во время шторма Остался единственным в живых из своей учебной группы.
В период дальнейшей учёбы в училище проходил боевую практику на кораблях действующего флота: на канонерской лодке «Ленин» в 1942 году на Каспийской флотилии, подводной лодке «М—201» в 1943 году на Северном флоте, подводной лодке «М—202» в 1944 году на Черноморском флоте.
В годы войны был награждён медалями «За оборону Ленинграда», «За оборону Кавказа» и другими.
В марте 1945 года окончил с отличием училище, и был направлен на Тихоокеанский флот для прохождения службы инженером-механиком отряда торпедных катеров Тихоокеанского флота в бухту Находка. Войну с Японией закончил в Корее. Был награждён орденом Красной Звезды. Затем служил в Порт-Артуре (Китай).

### Участие в испытаниях ядерного оружия
В 1950 году поступил в Военно-морскую академию кораблестроения и вооружения им. А. Н. Крылова на факультет ракетного оружия, которую окончил с отличием в 1954 году. Далее служба проходила в центральном аппарате Военно-Морского Флота: старший офицер, начальник отдела, начальник Управления ядерных вооружений ВМФ (1954—1983) .
Участник первого ядерного испытания на Новой Земле — когда проверялась работоспособность ядерного заряда торпеды и взрывостойкость кораблей.
В 1968 году защитил кандидатскую диссертацию. В период службы в ВМФ выполнил 19 научно-исследовательских работ в области вооружений флота, автор 36 научных публикаций по истории кораблестроения и вооружения флота, среди которых — две монографии: «Кораблестроение в СССР в годы Великой Отечественной войны» и «История ядерного оружия флота».
В 1975—1982 годах отвечал за проведение подземных ядерных испытаний на Новой Земле, обеспечивая их безаварийность. Участвовал в разработке большинства ядерных боеприпасов для корабельных баллистических, крылатых и противолодочных ракет и торпед. Руководил испытаниями боеголовок баллистических ракет. Назначался председателем ряда комиссий по проверке стойкости военно-морской техники к поражающим факторам ядерного взрыва как при натурных ядерных испытаниях, так и при использовании имитационных средств. Активно участвовал в становлении и развитии ядерно-технического обеспечения флотов, в том числе в разработке технологических проектов стационарных, подвижных и плавучих баз ядерного оружия.
В 1981 году ему присвоено звание вице-адмирал.
В 1982 году Е. А. Шитиков стал лауреатом Государственной премии СССР.
После выхода в отставку работал старшим научным сотрудником Института истории естествознания и техники Российской академии наук.
В 1993 году присвоено звание — почётный академик Российской академии естественных наук.

## Семья
- Жена — Алла Александровна Шитикова.

## Награды
- орден Мужества
- орден Октябрьской Революции
- орден Отечественной войны I степени
- четыре ордена Красной Звезды
- орден «За службу Родине в Вооружённых Силах СССР» III степени
- медали СССР, РФ, КНДР.